# Victor Horta
Victor Baron Horta (6. siječnja 1861. – 9. kolovoza 1947.) bio je belgijski arhitekt i dizajner; jedan od prvih i vodećih umjetnika secesije. On je prvi odbacio historicizam u arhitekturi i prihvatio uporabu novih materijala, čime je udario temelje za modernu arhitekturu. Njegov Hôtel Tassel u Bruxellesu iz 1892. – 3. godine je bio prvo djelo na kojemu je Horta primijenio bogatu dekoraciju biljnih oblika i time spojio dekorativne umjetnosti i arhitekturu što je snažno utjecalo na Hectora Guimarda koji je ovaj stil pronio Francuskom i dalje.
God. 1932., Albert I., kralj Belgije, mu je za njegove zasluge u arhitekturi dodijelio titulu barona. Četiri građevine Victora Horte u Bruxellesu su upisane na UNESCO-ov popis mjesta svjetske baštine u Europi 2000. godine.

## Život i djelo
Victor Horta je bio sin postolara Henricija Coppietersa Petrusa Horte, i od 1874. – 1877. je pohađao školu Koninklijk Atheneum aan de Ottogracht u Gentu. God. 1878., preselio se u Pariz, gdje je radio kao dizajner interijera. Ovdje se posebno zainteresirao za umjetnost impresionista i mogućnosti izgradnje od čelika i stakla. Horta vratio se u Belgiju nakon što je njegov otac umro 1880. godine i naselio se u Bruxellesu, te počeo studirati na Akademiji likovnih umjetnosti, koju završava 1884. godine, sa zlatnom medaljom. Oženio se 1885. godine i dobio kćer Simone (1890.). U Bruxellesu, Horta se sprijateljio s Paulom Hankarom. Sa svojim profesorom Alfonson Balatom, kraljevskim arhitektom, dizajnirao je kraljevski staklenik u Laekenu - prvi sustret s gradnjom od čelika i stakla. 
Godine 1885., Horta je počeo raditi na vlastitim dizajnima te su iste godine nastale tri kuće u Gentu (u ulici Twaalfkamerenstraat 45. – 47.). Odlučio je odustati od projektiranja kuća za bogate klijente i počeo se natjecati na natječajima za javne projekte, uključujući i natjecanje za Prirodoslovni muzej 1887. godine. Tijekom ovog razdoblja već su se u njegovim projektima mogle vidjeti karakterističan zaobljeni oblik linije. Druga inspiracija Horti je bilo upoznavanje s umjetnošću secesije izložbom u 1892. godine. God. 1893., dizajnirao je Hotel Tassel (nazvan po naručitelju - profesoru Emileu Tasselu) - prva zgrada u stilu art nouveaua. God. 1894., Horta vodi Société Centrale d'Architecture de Belgique (Belgijsko društvo arhitekata). 
U svom životu je držao mnoge javne funkcije, kao što je direktor Akademije likovnih umjetnosti u Bruxellesu i profesor na Institutu lijepih umjetnosti u Antwerpenu. God. 1906., rastao se od prve žene, a dvije godine kasnije oženio je Šveđanku Juliju Carlsson. Godine 1916., preselio se u SAD, a vraća se u Belgiju u siječnju 1919. godine. God. 1932. od kralja Alberta od Belgije dobio je naslov baruna. Umro je 8. rujna 1947., a pokopan je u groblju Ixelles u Bruxellesu. 
Horta je dizajnirao mnoge kuće i trgovine u Bruxellesu i drugim gradovima. Neke od njih su uništeni u požarima ili porušeni u vrijeme kad je moda za secesiju prošla, ali mnoge od njih još uvijek postoje, kao što su građevine Victora Horte u Bruxellesu. 
- Nadgrobni spomenik Johannesa Brahmsa u Beču (1903.)
- Muzej umjetnosti u Tournaiju (1928.)

## Vanjske poveznice
- Muzej Horta
- Biografija Victora Horte  Arhivirana inačica izvorne stranice od 19. rujna 2021. (Wayback Machine)